# История Липецкой области

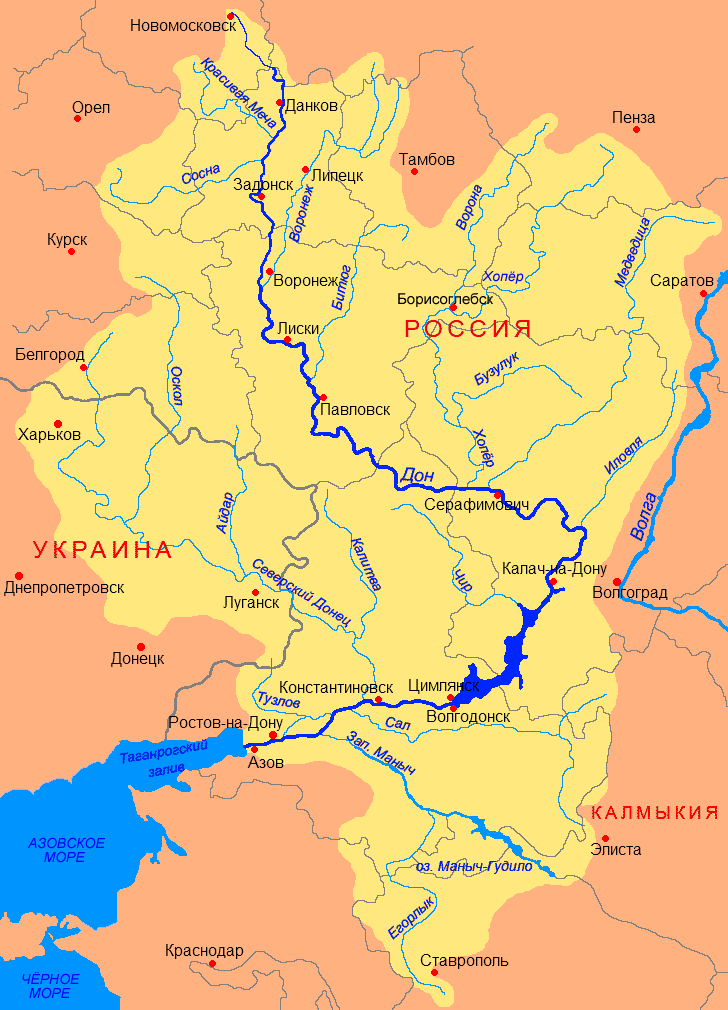
Липецкая область (Данков, Задонск, Липецк) занимает северную часть бассейна реки Дон (Верхнее Подонье)

Липецкая область образована 6 января 1954 года из частей территорий Воронежской, Орловской, Рязанской и Курской областей РСФСР, однако сам регион Верхнего Подонья был населён с древнейших времён.
Древнейшие поселения на территории области относятся к каменному веку (верхний палеолит). Ещё в эпоху медного и бронзового века среди местных жителей могло присутствовать праиндоевропейское и праиндоиранское (арийское) население. В начале раннего железного века лесостепное Верхнее Подонье — пограничная зона между степным (ираноязычным) и лесным (финно-угорским) мирами; отмечены также следы древнеевропейского населения (фатьяновская и другие культуры). В VII—III веке до н. э. южную часть региона занимало некое скифоидное население (будины, савроматы или собственно скифы), северную — финноязычнное (фиссагеты). III век до н. э. — III век н. э. — доминирование сарматов (аланов). В III—IV веке — периферия готской «Державы Германариха», куда вероятно проникает и праславянское население. В V веке здесь существовало полиэтничное «княжество» гуннского мира.
Коренным населением начиная со Средневековья были славяне; славянская лексика составляет наиболее мощный пласт местной топонимии. Ранние славяне заселили край ещё в VI—VII веках, в VIII—X веке их сменили некие донские славяне (боршевская культура), однако в X веке постоянное население временно покинуло Верхнее Подонье.
Территория Липецкой области относится к исконно русским землям: в XI—XV веках её запустевшие территории активно осваивалась выходцами из Черниговского и Рязанского княжеств (Чернигово-Рязанское порубежье); в XIV—XV веке здесь существовало особое Елецкое княжество, по имени которого край именовался «Елецкой землёй»; соответствующие земли Рязанского княжества именовались «Рязанская Укра́ина» (то есть «окраина»). В 1230-е-1240-е Рязанщина и Черниговщина подверглись татаро-монгольскому нашествию; в 1395 г. Елец был разорён Тамерланом и в течение XIV—XV веков эти земли опустошались татарами, пока не обезлюдели, став частью «Дикого поля». По договору конца XV века Елецкая земля переходила к Московскому великому княжеству; в 1521 г. Василий III присоединил к Москве Рязанское княжество.
В конце XVI века началось возрождение края: строительство Елецкой крепости и приток населения; здесь находились вотчины Романовых. Из-за регулярных крымско-ногайских набегов полноценное освоение всей территории края стало возможным лишь со строительством Белгородской черты (начало XVII века). Население на территории будущей Липецкой области активно участвовало в событиях XVII века: Смутном времени (восстание Ивана Болотникова, поход Истомы Пашкова) и восстании Степана Разина (поход Василия Уса). В XVIII веке из пограничья регион превратился в один из районов Центральной России; входил в состав нескольких губерний (Азовской, Воронежской, Тамбовской, Орловской, Рязанской); развивалось сельское хозяйство, металлургия (Липецкие железоделательные заводы) и другие виды производства; развитие продолжилось в XIX — начале XX века. В 1917 году в местных городах была провозглашена советская власть. В годы Гражданской войны — прифронтовые бои во время похода А. И. Деникина на Москву (конный рейд Мамонтова), а также окраина зоны Тамбовского восстания («антоновщины»). В 1928—1934 годы — в составе Центрально-Чернозёмной области РСФСР, после разделения ЦЧО — в составе четырёх соседних областей: Воронежской, Орловской, Рязанской и Курской (1934—1954 годы). С конца 1920-х по начало 1940-х — проведение коллективизации и индустриализации, активное экономическое развитие. В годы Великой Отечественной войны западная часть территории ненадолго оккупирована противником; освобождена в ходе Елецкой операции (6−16 декабря 1941). Как самостоятельный субъект РСФСР Липецкая область была образована 6 января 1954 года. С 1991 года — субъект в составе Российской Федерации.

## Древнейшая история

### Каменный век

#### Палеолит и мезолит
Древнейшие известные следы присутствия человека на территории Липецкой области относятся к эпохе верхнего палеолита и связаны со временем наиболее сурового, валдайского оледенения. Самый ранний и наиболее известный археологический памятник — Гагаринская стоянка (датируется временем около 22 тысяч лет назад); при этом существуют предпосылки и для обнаружения более ранних памятников на территории области. В Гагарино открыты кости животных, орудия труда и остатки жилищ; всемирную известность стоянке принесли находки «палеолитических венер». Обитатели стоянки — кроманьонцы — охотились на крупных млекопитающих плейстоцена — мамонта, шерстистого носорога, большерогого оленя и др.. Находки из Гагарино свидетельствуют о вхождении региона в состав виллендорф-костенковского культурного единства (костёнковско-авдеевской культуры). При этом говорить о существовании каких-либо этносов для того времени не представляется возможным; языковую принадлежность носителей верхнепалеолитических культур Восточной Европы также невозможно определить, но нельзя исключать того, что какая-то их часть относилась к ностратической макросемье.
Последующее вымирание или миграции крупных животных привели к исчезновению долговременных поселений; памятники финального верхнего палеолита на территории Липецкой области плохо изучены и представлены прежде всего кратковременными стоянками-мастерскими (вероятные примеры — Писарево 1 и Замятино 14).
С завершением таяния ледника в Восточной Европе наступила эпоха мезолита (10—6 тысяч лет до н. э.); на территории Липецкой области к этому времени относятся: стоянка у пионерлагеря «Солнечный», стоянки Зимник, Горицы, Ссёлки и другие. Основным занятием местных коллективов была охота на мелкую дичь (при помощи лука и стрел), а также рыболовство и собирательство. Неблагоприятные природно-климатические условия вынуждали людей часто менять место жительства; памятники этого времени малы, кратковременны и бедны находками. На основе анализа каменных орудий традиционно выделяют раннюю (макролитическую) и позднюю (микролитическую) фазы мезолита Верхнего Подонья. Первая из них связывается с автохтонным финальнопалеолитическим населением этих земель, испытавшим постаренсбургское влияние (ср. иеневская культура); вторая — с миграциями с юга (вероятно — из Средней Азии). Влияния и миграции были вызваны климатическими изменениями: постаренсбургское влияние — миграцией переселенцев с севера в условиях позднедриасового похолодания (ок. 10 800—10 300 лет назад); южное и юго-восточное влияние — миграциями с юга в условиях потепления при переходе от бореального периода к атлантическому (ок. 8 тыс. лет назад). Пришельцы со временем слились с местным населением. В целом, мезолит Верхнего Подонья достаточно своеобразен и не находит точных аналогий в других культурах того времени.

#### Неолит
В эпоху неолита природные условия Верхнего Подонья приблизились к современным, однако отличались большей засушливостью климата. На территории Липецкой области к неолиту относятся кратковременные поселения разных культур; при этом надёжных следов производящего хозяйства (один из классических признаков неолита) в материале последних не обнаружено: предполагается, что ресурсы лесостепи обеспечивали достаточную рентабельность традиционных занятий (охоты, собирательства и рыболовства), не требовавшую нововведений. Самые ранние памятники неолита на территории области относятся к середине 6-го тысячелетия до н. э. и представлены керамическими комплексами елшанской, карамышевской и верхневолжской культур.
В Верхнем Подонье обнаружены следы присутствия ранненеолитических культур соседних регионов — елшанской (из Среднего Поволжья) и верхневолжской, для которых эти земли были периферией. Но основе контактов местных и елшанских коллективов возникла местная карамышевская культура — древнейшая керамическая культура Верхнего Дона. Практически одновременно с карамышевскими, но немного позже на Верхний Дон с юга пришли носители раннего этапа среднедонской неолитической культуры (часть общности культур накольчатой керамики), возникшей в результате миграций в бассейн Дона населения из Прикаспия.
Образ жизни её носителей сохранял мезолитические черты. Это были бродячие собиратели, в меньшей степени — охотники (лов мелких животных); пищей им служили двустворчатые моллюски, черепахи, жёлуди, съедобные коренья, травы и грибы, водоплавающие птицы и мелкие млекопитающие (зайцы, сурки, барсуки). Среднедонские поселения — стоянки по берегам рек, в том числе хозяйственные комплексы собирателей ракушек. Среднедонская керамика — лепные остродонные горшки с накольчатым орнаментом.
С середины 4-го тысячелетия до н. э. на Верхний Дон из Волго-Окского междуречья пришли носители льяловской культуры (часть общности культур ямочно-гребенчатой керамики), сформировав здесь рязанско-долговскую культуру (важнейший памятник — стоянка у села Долгое). Основой хозяйства этих коллективов стала специализированная охота на крупного зверя (лось, медведь, кабан) при вспомогательной роли рыболовства; среди находок культуры — керамика, орудия охоты, обработки дерева (в том числе, вероятно, изготовления долблёных лодок) и рыболовства.
В начале 3-го тысячелетия до н. э. в Верхнем Подонье появилось новое население — энеолитические скотоводы; в этих условиях местные неолитические общины частью мигрировали на запад и северо-запад, частью — смешивались с пришельцами. Часть неолитического населения могла быть вытеснена мигрировавшими льяловцам. Так, в середине 3-го тысячелетия до н. э. с верховьев Волги пришла новая группа льяловских охотников-рыболовов, вероятно мигрировавших под давлением культур «боевых топоров»; их культура на Верхнем Дону получила название рыбноозёрской (стоянка Рыбное озеро, памятники по берегам рек Воронеж и Матыра). Основу их хозяйства составило специализированное рыболовство со вспомогательной ролью охоты и собирательства: на стоянках обнаружены костяные орудия для лова (остроги, крючки «липецкого» типа, грузила и др.) и каменные — для изготовления лодок (топоры, тёсла, долота), а также многочисленные кости и чешуя рыб. Рыбноозёрская керамика — остродонные горшки с округлыми боками, изготовленные из качественной глины и обожжённые в костре.
Разнокультурные группы населения Верхнего Дона преимущественно мирно взаимодействовали между собой, занимая разные экологические ниши. Результатом этих взаимодействий стало смешение северных (ямочно-гребенчатых) и южных, местных (накольчатых) керамических традиций, отразившееся в появлении посуды с гибридным ямочно-накольчатым орнаментом, не представлявшим какой-то отдельной археологической культуры. Объединение двух групп могло происходить перед лицом общей угрозы — со стороны ямно-катакомбного мира культур бронзового века, в зависимость от которых они в конечном счёте попали. С завершающим этапом существования среднедонской культуры связано появление в Верхнем Подонье отдельных следов дронихинской культуры.

### Энеолит и бронзовый век

#### Энеолит
В начале 3-го тысячелетия до н. э. в Верхнем Подонье появилось новое население — энеолитические скотоводы. На протяжении всей эпохи энеолита (3-е тысячелетие до н. э.) пришлое (энеолитическое) и прежнее (неолитическое) население сосуществовали, чему способствовало сохранявшееся разнообразие ландшафтов и экологических ниш.
Древнейшая волна энеолитического населения в Верхнем Подонье представлена носителями нижнедонской энеолитической культуры (часть мариупольской культурно-исторической области). Пришельцы были немногочисленны, их культура сохраняла неолитический облик, а предметы из меди (один из классических признаков энеолита) в её материалах неизвестны. Основой хозяйства нижнедонских коллективов было пастушеское скотоводство с коневодческим уклоном. Нижнедонская керамика — остродонные и плоскодонные сосуды яйцевидной формы с гребенчатым орнаментом зигзагами или волнистыми линиями. Своеобразны находки наверший булав — символов власти и единства коллектива. Вследствие большой территории и подвижного образа жизни нижнедонская общность со временем распалась на репинскую и среднестоговскую культуры (части более широкой хвалынско-стреднестоговской культуры).
Репинская культура стала основным продолжением нижнедонской культуры в зоне лесостепного Подонья. Основой хозяйства репинских коллективов стало специализированное коневодство — без каких-либо надёжных свидетельств земледелия. Впервые обнаружены изделия из меди: небольшое шило из погребения на памятнике Васильевский кордон 17. Орудия труда оставались близки нижнедонским — каменные и костяные ножи, скребки, наконечники стрел, топоры. Для керамики было характерно пористое тесто с примесью ракушек или органики (трава, пух, перья и т. д.); орнамент — зубчатый (зигзаги, треугольники, линии), ямочный, «жемчужный», шнуровый. Самый известный пример погребения (Васильевский кордон 17) — захоронение в грунтовой могиле в вытянутом положении на спине; рядом с умершим обнаружены наконечники стрел, упомянутое шило и клык хищника (амулет или украшение).
На территории Липецкой области представлены также находки среднестоговской культуры, носители которой могли быть древнейшими индоевропейцами. Среднестоговская культура сформировалась в междуречье Днепра и Дона, вероятно — при взаимодействии нижнедонских общин с местными неолитическими коллективами. Экономической основой среднестоговцев было коневодство; свидетельства земледелия ненадёжны. Коней использовали для верховой езды (находки костяных псалиев) и для выпаса и охраны крупного и мелкого рогатого скота (быков — в лесной зоне, овец — в степной). Керамика — остродонные сосуды округлой формы с отогнутым венчиком, в тесте присутствует толчёная ракушка, орнамент — насечки из горизонтальных параллельных линий, реже — зигзагообразные оттиски гребенчатого штампа. Парные захоронения мужчин и женщин могут свидетельствовать о социальном неравенстве (ср. известное в арийском мире ритуальное убийство жён). Взаимодействие пришлых среднестоговских и местных неолитических (льяловских) традиций выразилось в появлении особой смешанной керамики «ксизовского типа» (могильник Ксизово 6).
В середине 3-го тысячелетия до н. э. под давлением представителей ямно-катакомбного мира культур бронзового века часть местных энеолитических общин — носителей репинской культуры — отступила к северу, в лесную зону, где могла принять участие в формировании местного варианта абашевской культуры. Другая часть репинского населения смешалась с очередной группой переселенцев — неолитических охотников-собирателей из бассейна Десны; на этой смешанной основе сформировалась иванобугорская культура. Облик и тип хозяйства иванобугорской культуры сочетали энеолитеские (коневодческие) и неолитические (рыболовецкие) черты; подвижные иванобугорские коллективы перемещались вдоль водоёмов, богатых рыбой, изготавливали неолитического облика орудия — из камня и кости, а также глиняную посуду. Иванобугорская керамика — яйцевидные сосуды с округлым, реже — небольшим уплощённым дном; тесто с примесью толчёной раковины, типичный орнамент — ромбические ямки по всей поверхности. С иванобугрскими коллективами также связывается находка Мостищенского лабиринта в соседней Воронежской области.
Продолжавшееся давление со стороны носителей культур бронзового века обусловило объединение местных общин (прежде всего потомков среднедонских и льяловских групп) перед лицом общей угрозы, однако это не предотвратило последующего подчинения этих земель общинами ямно-катакобного мира и как следствие — распада прежних общностей и миграции части их носителей в другие регионы.

#### Эпоха ранней и средней бронзы
К началу бронзового века природные условия Верхнего Подонья приблизились к современным: климат стал более влажным, балки, овраги и долины рек заросли лесами. Разнообразие ландшафтов обеспечивало существование многоукладного и многокультурного населения: это разнообразие сохранялось вплоть до середины бронзового века. «Пережиточно энеолитические» культуры Верхнего Подонья (прежде всего — репинская) долгое время сохранялись в лесной зоне, где могли принять участие в формировании местного варианта абашевской культуры бронзового века — так называемой донской или доно-волжской абашевской культуры. Последняя со временем составила часть более широкого объединения — абашевской культурно-исторической общности (АКИО), на пике развития охватившей огромную территорию — от бассейна Дона до Южного Приуралья; проблема происхождения этой общности остаётся нерешённой.
Древнейшая волна населения бронзового века на территории Липецкой области представлена ямной культурой, носителей которой преимущественно связывают с одной из групп распавшегося праиндоевропейского единства — древнейшими ариями (предками индоарийских и иранских народов). Ямные коллективы были подвижными скотоводами — разводили овец и лошадей; они жили в лёгких наземных жилищах (типа юрт и палаток) или в колёсных повозках; умерших хоронили в курганах. Заросшее лесами Верхнее Подонье было неудобным для их кочевого пастушеского образа жизни, и потому играло роль северной, слабо освоенной периферии. Редкие ямные памятники на территории области представлены курганами. Мирный контакт немногочисленных ямных кланов с местным репинским населением породил смешанную керамику ямно-репинского типа.
В конце 3-го — начале 2-го тысячелетия до н. э. в Верхнее Подонье с юга вторглось новое население — носители катакомбной культуры. Пришельцы частично подчинили, частично вытеснили на северо-восток местных жителей — носителей репинской и абашевской культур. Верхнее Подонье составило северную часть ареала локальной среднедонской катакомбной культуры (часть единой катакомбной культурно-исторической общности). Происхождение и этническая принадлежность катакомбной культуры неизвестны; катакомбные племена быстро поглотили ямные общины; таким образом, в составе катакомбной общности могло находиться и раннеарийское население. Распространение катакомбных общин происходило на фоне иссушения климата и как следствие — остепнения значительных пространств. Продвижение катакомбной культуры было ограничено зоной лесов (где сохранялось абашевское население) и, вероятно — проникновением с севера древнеевропейских племён культурно-исторической общности шнуровой керамики (носителей фатьяновской и балановской культур). Хозяйство катакомбных племён было комплексным: оно совмещало охоту, рыболовство, пойменное земледелие и отгонное скотоводство; находки металлов редки и представлены привозными изделиями. В Верхнем Подонье ведущую роль играло разведение крупного рогатого скота со вспомогательной ролью охоты; часть населения перешла к оседлому образу жизни (о чём свидетельствуют находки костей свиньи); предполагается знакомство с земледелием, но свидетельства этого косвенны и ненадёжны. На территории Липецкой области известно более 200 поселений и более десятка погребений новой культуры; о поглощении катакомбными общинами части местного населения свидетельствуют отдельные энеолитические черты в керамике. Типичные постройки катакомбной культуры — жилища-полуземлянки и надземные сооружения каркасно-столбовой конструкции (пример — поселение у села Замятино). Погребения — в особых сооружениях, катакомбах (давших название культуре). В погребениях обнаружены костяки со следами искусственной деформации черепа — распространённый признак особого статуса у первобытных племён. Археологии предполагают наличие племенной патриархальной организации у катакомбных общин.
Подчинение катакомбными племенами энеолитического иванобугорского населения привело к появлению смешанной воронежской культуры (Курино 1, Воргольское городище, Липецкое озеро и др.). Её облик сочетал черты энеолита и бронзового века; основу хозяйства составляла охота и рыболовство с незначительной долей скотоводства.
В эпоху бронзы в Верхнем Подонье также расселились племена общности культур боевых топоров и шнуровой керамики, которых считают носителями древнеевропейских языков (кельто-италийских, иллирийских, германских, балто-славянских). На территории Липецкой области обнаружены памятники локального варианта этой общности — фатьяновской культуры и близких ей традиций типа Баланово (поселения: Елецкое, Балахна, Буховое 9). Фатьяновцы представляли собой какую-то неизвестную, исчезнувшую ветвь древнеевропейцев, вторгшуюся в ареал лесных культур ямочно-гребенчатой керамики (связываемых с финно-уграми). Основу хозяйства фатьяновских племён составляло скотоводство — разведение рогатого скота, свиней, лошадей. Перемещения фатьяновцев сопровождались вооружёнными столкновениями с местным населением; однако в последующее время конфронтация сменилась взаимодействием, результатом которого стало формирование так называемой фатьяноидной культуры — будущего компонента финно-угорской культуры сетчатой керамики. По мнению ряда исследовталей, фатьяновская культура также могла сыграть ведущую роль в формировании обширной абашевской культурно-исторической общности (АКИО).

#### Эпоха поздней бронзы

##### Абашевская культура
К началу эпохи поздней бронзы природно-климатические условия Верхнего Подонья вернулись к обычным: засуха отступила, степи вновь сместились на юг, а берега рек покрыли обширные леса и рощи. В этих условиях, ещё в конце среднего бронзового века (XVIII—XVII века до н. э.) начался упадок катакомбной общности и её составляющих (включая воронежскую культуру); исчезают катакомбы, распространяется особая «валиковая» керамика; на земли катакомбных племён возвращается лесное — абашевской население, постепенно ассимилировавшее катакомбные общины. Остатки катакомбных общин могли принять участие в формировании новой степной культурной-исторической общности — срубной.
В начале — середине 2-го тысячелетия до н. э. абашевские памятники широко распространились в Верхнем Подонье; на территории Липецкой области известно около 200 поселений указанной культуры того времени. Согласно так называемой «реверсивной» концепций, мигрировавшее в прежние времена абашевское население ушло в Поволжье и далее на Урал, где овладело источниками меди, навыками металлургии и уже в виде обновлённой («покровско-абашевской») культуры вернулась обратно, покорив местное катакомбное население. Этническая принадлежность абашевцев неизвестна; отмечается родство отдельных черт их ранней культуры культурам шнуровой керамики; при этом исследователи склонны предполагать наличие в среде абашевцев носителей арийских (индоиранских) языков. Население Верхнего Подонья представляло особый доно-волжский или донской вариант обширной абашевской культурно-исторической общности (АКИО) — в зависимости от классификации; основу хозяйства местных общин составляло пастушеское скотоводство — прежде всего разведение крупного рогатого скота, в меньшей мере — лошадей, свиней и мелкого рогатого скота; вспомогательную роль играли охота и рыболовство; надёжных свидетельств земледелия не обнаружено. Абашевцы жили небольшими посёлками по берегам рек (средняя численность — 50 человек), типичные постройки — крупные полуземлянки каркасно-столбовой конструкции, вмещавшие порядка 15 человек. Абашевская керамика — лепные горшки колоколовидной и баночной форм; тесто с примесью толчёной ракушки, орнамент геометрический — в виде разнообразных волн, полосок, треугольников и зигзагов, иногда — меандров и крестов; в Подонье известно уникальное изображение лыжника на абашевском сосуде. Специфической особенностью хозяйства абашевских коллективов стало высокое развитие металлургии: бронзо- и меднолитейного производства, сырьё для которого в Верхнее Подонье доставлялось с территории Приуралья и Северного Казахстана. Центрами металлургии были отдельные посёлки мастеров, работавших на местную общину; типичными изделиями были предметы вооружения (топоры, копья, кинжалы), украшения (подвески, браслеты), реже — орудия труда. Известны воинские захоронения с оружием; в условиях предполагаемого этнического единства абашевцев военные конфликты могли происходить между отдельными кланами и разрешались воинской элитой. Погребальный обряд свидетельствует о социальном неравенстве: рядовых общинников хоронили в простых могилах со скудным инвентарём, представителей знати — под курганами, с богатыми посмертными дарами. Материалы погребений указывают на выделение воинской элиты — хорошо вооружённых дружин, объединённых властью военных вождей (выполнявших также жреческие функции). Вожди сражались на древнейших колесницах, с которыми их и хоронили — в сопровождении коней и многочисленного оружия. Войны стали частым явлением, с пленными или их телами обращались жестоко: следы ножей на черепах из погребения у села Введенка (Хлевенский район) указывают на практику скальпирования врагов.

##### Срубная культура и финал бронзового века
С наступлением в середине 2-го тысячелетия очередной фазы иссушения климата значительная часть Верхнего Подонья подверглась остепнению; отдельные языки степи достигли северных районов современной Липецкой области. В этих условиях значительная часть прежнего населения покинула эти земли , а на освободившиеся пространства пришла новая культура — срубная, скотоводческое хозяйство которой оказалось наиболее приспособленным к этим изменениям. Срубные памятники полностью заменили прежние — абашевские. Судьба самой абашевской культуры осталась неясной; по одной версии она растворилась в среде более активной срубной культуры, зародившейся в Поволжье, по другой версии — она сама постепенно переросла в срубную культуру.
Существование срубной культуры в Подонье охватило период с XVI по XI век до н. э.. В основе срубной культурно-историческая общности мог находиться некий масштабный союз племён, объединённых одной религией и принципами ведения хозяйства (историческая аналогия — «лига ирокезов»). Это объединение охватило огромную территорию: от Урала до притоков Днепра и от Оки до Каспийского моря и на всём этом расстоянии культура демонстрирует необычное единство и консерватизм (многие традиции сохранялись в неизменном виде более 400 лет). Этническая принадлежность срубной культуры доподлинно неизвестна, но данные топонимики указывают на присутствие в её среде древнейших носителей иранских языков — предшественников скифов и родственных им народов.
Хозяйство срубных племён было комплексным: оно включало несколько взаимосвязанных типов специализированного производства: пастушеское скотоводство, земледелие, керамическое производство, металлургия, косторезное производство, ремесло и охота. Преобладающей формой хозяйства оставалось скотоводство — разведение крупного рогатого скота и лошадей, в меньшей степени — свиней и мелкого скота; появляются первые надёжные свидетельства земледелия. Высокого мастерства достигает косторезное производство (находки псалиев и наверший жезлов вождей). Нового уровня развития достигла металлургия: бронзовые и медные находки отличаются многочисленностью и разнообразием форм; среди находок преобладают орудия труда и лишь затем — оружие; сырьё по-прежнему доставлялось издалека. Металлурги-литейщики образовывали закрытые кланы и вероятно составляли элиту срубного общества. Срубные общины жили преимущественно мирно, о чём свидетельствует отсутствие укреплённых поселений. В зависимости от типа хозяйства поселения были долговременными и сезонными; жилища двух типов — надземные сооружения и полуземлянки каркасно-столбовой конструкции. Погребения — родовые курганные могильники.
В XII—XI веках до н. э. наступила очередная фаза похолодания, кардинально повлиявшего на хозяйственный уклад срубных племён. Климатический кризис, вероятно, усугублялся экологическим: экстенсивная эксплуатация природных ресурсов могла привести к нарушению природного баланса; по неизвестной причине в это же время прекращается металлургическое производство. Этот комплекс причин привёл к краху срубной культуры и катастрофическому сокращению её населения. Остатки срубного населения перешли к полукочевому образу жизни, поселения стели редки и малоразмерны, материальная культура — бедной, а бронзовые изделия сменились каменными, костяными и редкими предметами из железа (первыми попытками заменить бронзу). Отмечена деградация прежних социальных и религиозных норм: разграбление могил, пренебрежение погребальными традициями и т. д.. Остатки некогда могущественной культуры угасают к концу XII—XI века и позже этого времени уже неизвестны.
На фоне этого масштабного запустения в Верхнее Подонье пришли малочисленные носители бонадрихинской культуры, поглотившие часть оставшегося срубного населения. Уровень их хозяйственного развития был гораздо ниже чем у срубных племён, а сам облик их культуры содержал множество архаичных черт, характерных для примитивного населения лесной зоны едва ли ни со времён неолита. Основой экономики бондарихинских общин было придомовое мелкое скотоводство с разведением крупного рогатого скота и вспомогательной ролью примитивного земледелия, охоты и рыболовства. Преобладали орудия из камня и кости. Керамика — архаичного облика, с примесью кварцита в тесте и орнаментом, близким культурам лесной зоны. Отсутствие источников металла требовало поиска альтернатив; как следствие, в конце XI века до н. э. некоторые бондарихинские общины соседних регионов (Левобережной Украины) начали осваивать железо. Окончание бронзового века на Верхнем Дону слабо изучено археологами.

### Ранний железный век

#### «Киммерийский период»
Древнейшим известным по имени народом Восточной Европы являются киммерийцы. С ними археологи соотносят находки так называемой предскифской или киммерийской эпохи евразийских степей (ориентировочно VIII—первая половина VII века до н. э.), отражающей местный переход от бронзового к раннему железному веку. Киммерийцев традиционно принято считать ираноязычными населением, однако сведения об их языке крайне скудны и допускают иные интерпретации. Несмотря на название периода, связь культур этого времени с самими киммерийцами условна: разные группы степного населения имели схожую материальную культуру и образ жизни; выделение на этом фоне собственно киммерийских элементов составляет крупную археологическую проблему. Следы степных культур «киммерийского периода» на территории Липецкой области представлены погребениями — в частности курганами у сёл Филатовка и Частая Дубрава; при этом вопрос о присутствии на территории области самих киммерийцев остаётся открытым.
В предскифскую эпоху в Верхнем Подонье также распространяются поселения людей, использовавших в своём быту специфические «текстильную» и «тычковую» керамику. Исследователи относят обе эти разновидности керамики к одной этнической группе — носителям раннего этапа городецкой культуры, связываемой с финно-уграми.
Предполагается, что уже в начале железного века лесостепь Верхнего Подонья стала пограничной зоной взаимодействия двух «миров» — северного, лесного (связанного с финно-уграми) и южного, степного (связанного с ираноязычным населением). На территории области представлены слабовыраженные пласты как финно-угорской (Красивая Меча, Мечек, Телелюй, Малея), так и иранской топонимии (Дон, Усмань, Снова).

#### Скифоидное население и финно-угры
В конце VIII — начале VII века до н. э. в степях Восточной Европы появилось новое население — скифы (самоназвание — «сколоты»). Согласно Геродоту, они пришли с востока, победили прежнее население — киммерийцев, и заняли их земли. Скифы были ираноязычными племенами; они широко расселились в степях Восточной Европы, оставив после себя яркую материальную культуру.
Территория Липецкой области была северным пограничьем особой среднедонской скифской культуры, основные памятники которой исследованы на территории Воронежской области. Среднедонская культура имела скифоидный облик, однако отнесение её создателей к самим скифам спорно: вместо этого предлагается связывать её с другим населением сходного образа жизни — упомянутыми Геродотом будинами или савроматами. Местные скифоидные племена проживали в укреплённых поселениях — городищах или по соседству с ними. Крупным памятником среднедонской культуры на территории Липецкой области является городище у села Каменка, с характерными укреплениями: тремя рядами высоких валов (возможно — со стеной или частоколом) и двумя рядами рвов между ними. Хозяйство среднедонских племён было комплексным: его основу составляло скотоводство (в первую очередь, вероятно — коневодство) при вспомогательной роли земледелия; основной злаковой культурой было просо. Немногочисленные свидетельства указывают на развитии ремесла: кожевенного, ткацкого, кузнечного. Подавляющее число находок в Верхнем Подонье представлено обломками посуды — лепной лощёной керамики с простейшим «пальцевым» орнаментом. Редкая посуда, сделанная на гончарном круге была привозной — из греческих городов Северного Причерноморья. Металлические изделия (железо, реже — бронза) представлены оружием — стрелами, наконечниками дротиков и копий, особыми скифскими мечами ближнего боя — акинаками; известны также единичные находки посуды — из бронзы и в некоторых случаях серебра. Обнаружены редкие украшения звериного стиля, связанные с местной аристократией; при этом традиционные для скифского мира изобразительные мотивы были творчески переработаны местными мастерами: вместо фантастических существ те часто изображали реальных местных животных — лошадь, зайца, лося, медведя, волка.
Северными соседями скифоидного населения Верхнего Подонья были племена городецкой культуры, считающиеся носителями финно-угорских языков (волжские финны) и одним из предков исторической мордвы. Вероятно, что они были известны Геродоту под именем фиссагетов (тиссагетов). Территория Липецкой области составляла юго-западную часть ареала городецкой культуры; её памятники здесь слабо изучены. Население обитало в городищах на вершинах холмов (Рябинки на реке Воргол, Александровское городище, Лавское городище и другие), укреплённых рвами и валами; поверх последних возводили деревянные стены, одновременно служившие стенами крайних построек; основание холмов могли подрезать. Общий уровень развития городецкого населения уступал другим культурам раннего железного века; основу экономики составляли охота и рыболовство при второстепенной роли земледелия и скотоводства. Среди ремёсел было развито производство керамики (с характерной рогожной и сетчатой орнаментацией), косторезное дело, обработка шкур, ткачество, плетение корзин. Находки металла редки и представлены железными и бронзовыми изделиями: ножами, шильями, серпами, мотыжками, наконечниками стрел, украшениями (проволочные височные кольца). Распространены орудия и прочие находки из камня и кости (грузила, тёрочники, псалии и т. д.); находки наконечников стрел с тупым ударным концом свидетельствуют о специализированной охоте на пушного зверя. Погребений не обнаружено: вероятно городецкие общины хоронили умерших каким-то особым способом, не предавая земле. Укреплённый характер городецких поселений указывает на конфликт с местным скифоидным населением и быстрое завоевание им: на городищах отмечены неоднократные следы пожаров, а в нижних слоях — находки скифских стрел. Причины конфликтов неясны; вероятно финно-угры интересовали южных соседей в качестве поставщиков рабов; тем не менее, подчинение скифскому миру привело к постепенному смешению местных городецких и скифоидных традиций. Это смешанное население могло сохраняться и после того, как в III веке до н. э. скифский мир был разгромлен сарматами.

#### Сарматы и аланы. Позднезарубинецкое присутствие
В III веке до н. э. Скифия была разгромлена новой группой ираноязычных кочевников — сарматов. Явившись с востока, с Приуралья, они перешли Дон, завоевали земли скифов и истребили значительную их часть. По сведениям античных авторов сарматы не строили городов, вели кочевой образ жизни, были крайне воинственны, а женщины сарматов сражались наряду с мужчинами. Сарматы делились на множество племён (роксоланы, аорсы, сираки, аланы и другие); их язык и образ жизни были близки скифским. В середине I века н. э. ведущую роль в сарматском обществе стало играть племя аланов.
С очередным продвижением границы степей на север сарматы появились на территории Липецкой области; к этому времени, вероятно, они уже находились под властью аланов. На территории Верхнего Подонья известно несколько крупных памятников сарматов, среди которых — курган у села Ленино и Сырское городище под Липецком. Могильник у села Ленино принадлежал знатной женщине (судя по остаткам румян и общему облику находок); погребение было дважды ограблено ещё в древности, тело покойной утрачено; несмотря на это, получен ряд ярких находок. В частности, это золотые нашивки на балдахине, изображавшие существ иранской мифологии — горных козлов (которые на территории области не водились) и гигантского орла — вероятно священной птицы Фарн, упомянутой в «Авесте». Помимо этого, в могильнике обнаружено бронзовое кольцо с фигуркой горного козла, фибулы (застёжки для плаща), ожерелье, нашивки-бляшки, сосуды из глины, дерева и цветного стекла. Примечателен знак (тамга) в форме буквы Х на одном из сосудов; похожий знак обнаружен на глиняной плитке из соседнего Сырского городища и подобный знак принадлежал причерноморскому царю Ининсимею (выходцу из знатного сарматского рода); возможно, что умершая была правительницей или жительницей городища.
В Верхнем Подонье сарматы могли встретить автохтонное население — потомков скифоидных и финно-угорских племён, проживавших здесь до I века н. э., а может и позже; под давлением кочевников-сармат их ареал сдвинулся к северу — ближе к лесам. Для защиты от сармат в середине I века н. э. скифоидные племена возвели ряд укреплений (в том числе Гудовское и Подгоренское городища), однако в дальнейшем они были сожжены, а поблизости появились сарматские поселения и могильники. Покорённое скифоидное население стало смешиваться с сарматами, отражением этого синкретизма стал Ново-Никольский могильник II — начала III века н. э., сочетавший черты, характерные для сарматских погребений (мечи без металлических наверший, лук и стрелы, конное снаряжение, украшения), так и отражающие местное влияние (отсутствие курильниц, малочисленность зеркал в женских погребениях и отсутствие там пряслиц, уникальные деревянные конструкции, распространённость копий и другие черты). Биритуализм был характерен и для самого способа погребения: на захоронениях Ново-Никольского могильника сосуществовали кремация (трупосожжение) и ингумация (трупоположение).
В III веке началась очередная фаза похолодания; степи отступили на юг и вероятно с ними с Верхнего Дона ушла основная часть местного скифо-сарматского населения.
Период конца II — начала III века стал временем нестабильности в Центральной Европе — западной части ареала позднезарубинецких памятников, что могло послужить причиной перемещения их населения. Собственно зарубинецкая культура возникла ещё в III веке до н. э., предположительно — при участии некоего конгломерата племён, известного в источниках под именем «бастарны»; в среде её носителей могли быть и дальние предки славян. В Верхнем Подонье отмечено кратковременное присутствие позднезарубинецкого населения на памятнике Мухино 2, где обнаружены осколки соответствующей керамики и «воронковидная печь». Позднезарубинецкие памятники стали основой для формирования киевской культуры (конец II—V век), население которой связывают с праславянами.

#### Великое переселение народов

##### Периферия готского мира
Время IV—VII веков известно как эпоха Великого переселения народов, начало которой в Европе ознаменовалось столкновением Римской империи с германским племенем готов. В IV веке готы основали в Восточной Европе крупное объединение — «державу Германариха», археологическим отражением которой стала черняховская культура. Население Готской державы было полиэтничным: помимо германского (готского) компонента в её составе присутствовали скифо-сарматский, фракийский и, вероятно — праславянский компоненты, последний — в том числе в лице носителей киевской культуры.
Ещё в конце III века население, связанное с традициями черняховской и киевской культур мигрировало на Верхний Дон где создало ряд оседлоземледельческих поселений, относимых археологами к особой культурной группе Каширки — Седелки. Памятники этого времени — неукреплённые поселения (селища) из отдельных усадеб и примыкавших хозяйственных построек. Сооружения — полуземлянки и надземные постройки каркасно-столбовой и срубной конструкций; предполагается двускатное устройство крыши с покрытием соломой или резаным камышом. Основным занятием нового населения стало развитое подсечно-огневое земледелие: наступивший в III веке период похолодания и высокой влажности привёл к превалированию лесов над степью (что сохранялось до XVIII века). Вероятно, что деревья подсекали в январе (ср. старое название месяца — «сечень»), а сжигали в апреле (ср. «березозол»); основными полевыми культурами, предположительно, были просо, рожь и пшеница. О развитии металлообработки свидетельствует находка кузнечной мастерской у села Писарево Краснинского района, а также сами изделия — фибулы, ножи, украшения и др.. Керамика изготавливалась женщинами; она была грубая, лепная, с примесью шамота (обломки битых сосудов) и редким простейшим орнаментом пальцевыми вдавлениями по краю венчика. Находки пряслиц свидетельствуют о развитии ткачества. На Лавском правобережном поселении под Ельцом найдены детали конской упряжи — свидетельства знакомства с всадничеством, а также бронзовый предмет из соединённых колец — амулет или деталь конской узды. Погребений и кладбищ на территории Липецкой области не обнаружено, но с погребальной обрядностью (родственной славянским представлениям о заложных покойниках?) может быть связана странная находка ямы с перевёрнутыми сосудами. Поселения группы Каширки — Седелки существовали недолго, по неизвестным причинам были оставлены жителям и сожжены.

##### «Княжество» гуннского времени
В конце IV века готская «держава Германариха» была разгромлена кочевниками-гуннами, вторгшимися из глубин Центральной Азии. Передвижения гуннов привели к новым крупным перемещениям племенного мира Европы. В конце IV века на территории Липецкой области появилось новое оседлоземледельческое население — носители культурной группы Замятино — Чертовицкое. Предположительно, группа сложилась в результате принудительного переселения отдельных групп земледельческого и ремесленного населения для обслуживания военизированной верхушки одного из объединений, входивших в державу гуннов. Административный центр этого «княжества» располагался в районе Острой Луки (излучина Дона в районе Задонска). Там же, на поселении Мухино 2 обнаружено «княжеское» погребение девушки 18-20 лет в богатой одежде, расшитой золотом, с украшениями и предметами туалета (бусы, зеркальце, подвеска), а также, вероятно, навершием меча; этническая принадлежность умершей неясна: отдельные детали костюма были характерны для полиэтничной элиты V века на значительной территории. Полиэтничный характер предлагается и для рядового населения группы Замятино — Чертовицкое: её материальная культура в основном обнаруживает сходство с восточной группой киевской и черняховской культур; присутствуют следы выходцев из Поочья (финно-угров), какого-то кочевого народа, жителей Северного Причерноморья (особенно Танаиса) и Центральной Европы. Основные памятники — селища, реже — городища. Постройки — прямоугольные полуземлянки с очагом, надземные «длинные» (до 8 м) дома, углублённые юртообразные жилища. Основное занятие — земледелие (просо, пшеница, рожь, овёс и другие культуры). Особую роль играло ремесло: исследован гончарный горн, где изготавливалась редчайшая для этого края посуда традиций Северо-Восточного Причерноморья, мастерские по изготовлению роговых гребней (в русле восточногерманских традиций), свидетельства цветной и чёрной металлообработки (включая производство или ремонт кольчуг), чёрной металлургии и другие. Находки представлены керамикой, оружием, украшениями (в том числе вставками из красного стекла и граната), многочисленными разбитыми металлическими зеркалами и т. д.. Погребения — грунтовые могильники, на отдельных участках — в глубоких ямах с оружием и богатыми дарами; присутствуют следы ритуального разрушения погребений — вскрытия могил, расчленения тел, перемешивания костей; в могилы иногда клали убитых собак или лошадей, при совершении обряда использовали огонь, камни, мел. В конце V — начале VI века поселения группы Замятино — Чертовицкое были оставлены; дальнейшая судьба носителей этой культуры неизвестна.

## Славянские поселения (VI—X век)

### Раннеславянское присутствие
Наиболее мощный топонимический пласт на территории Липецкой области представлен славянской лексикой. Несмотря на то, что большинство славянских топонимов здесь сравнительно позднего происхождения, славянское население на территории области появись очень давно — ещё в середине первого тысячелетия, а продвижение раннеславянских элементов на Верхний Дон могло иметь место ещё в V веке — в эпоху существования там особого «княжества» гуннского мира. От ранних славян V—VI века известны отдельные находки по берегам рек Воронеж и Матыра; в частности — на поселении Кривец (обломки пинцета и пальчатой фибулы из меди или бронзы, браслет, железный нож, обломки посуды) и на поселении Ярлуково (раннеславянская постройка с двумя очагами, фрагментами трёх сосудов, зернотёркой и пестом). В целом, период VI—VII веков на территории Липецкой области слабо освещён археологически; малочисленные находки этого времени обнаруживают аналогии в древностях колочинской культуры (V—VII век), развившейся из локального варианта киевской культуры (считается праславянской). Колочинскую культуру относят к раннеславянской, хотя В. В. Седов выделял в ней балтские черты; высказывались и предположения о некоем балтском топонимическом субстрате на Окско-Донской равнине. В лесостепном Подонье колочинцы, по-видимому, селились анклавами. Конец указанной культуры, в целом, относится ко второй половине VII века: следы пожаров на ряде городищ указывает на её разгром, предположительно — кочевниками азово-черноморских степей (хазарами, протоболгарами) или носителями родственной пражско-корчакской культуры славян. Глиняные сосуды, обнаруженные у села Ярлуково, близки по форме пражско-корчакским и в некоторых работах датированы рубежом VII—VIII веков.

### Донские славяне (боршевская культура)
В VIII—X веках верховья Дона заселяет особое славянское население — носители боршевской археологической культуры (составная часть роменско-боршевской культуры), не упомянутые в Повести временных лет. Племенная принадлежность указанных донских славян не установлена: они могли быть как обособленной частью известного племенного союза (чаще всего связываются с вятичами), так и неизвестной племенной группой (ср. упоминание неких с-л-виюн в письме хазарского правителя Иосифа — по соседству с вятичами и северянами).
Донские славяне жили в относительно крупных поселениях — неукреплённых (селищах) или укреплённых (городищах), включавших от нескольких десятков домов. Городища имели разную конструкцию укреплений; в частности, расположенное на территории области Воргольское городище (Елецкий район) было обнесено валом, поверх которого были возведены деревянные стены, усиленные перпендикулярными стенами-контрфорсами. Жилищами служили полуземлянки срубной или каркасно-столбовой конструкции с площадью котлована 16-25 м2; обогрев жилища осуществлялся печами-каменками, топившимися «по чёрному»; в некоторых домах наряду с печами обнаружены открытые очаги. Дома принадлежали отдельным семьям. Некоторые постройки могли представлять собой примитивные бани.
Хозяйство донских славян было комплексным, опиралось на земледелие и скотоводство при вспомогательной роли охоты и рыболовства. Основой хозяйства было земледелие: выращивание зерновых культур. Пашни обустраивались на выжженных участках леса (подсечно-огневое земледелие); возле поселений выращивали огородные культуры — горох, репу, лук. Среди домашних животных преобладали коровы (источник молочной продукции); разводили также овец, коз, свиней и лошадей (как тягловую силу). Недостаток мяса восполнялся охотой, которая играла существенную роль: находки костей диких видов (лось, кабан и косуля и др.) преобладают над находками домашних; охота давала также меха (бобра, зайца, белки, лисицы, медведя), выполнявшие у славян и функцию денег (ср. куна). О развитии рыболовства свидетельствуют находки орудий лова, костей и чешуи рыб (судак, лещ, щука, жерех, вырезуб, краснопёрка, сом, стерлядь, севрюга). Женщины донских славян изготовляли глиняную посуду — исключительно для собственного потребления; керамика была лепной и слабо орнаментированной, обжиг — в домашних печах или в кострах. Было развито простейшее металлургическое производство: железо получали из местной болотной руды, которую плавили в домашних условиях; находки печей-горнов и глиняных сопел указывают на широкое знакомство с сыродутным способом производства. Металлические изделия включают как предметы мирного быта (ножи, ножницы для стрижки овец, топоры, кресала, скобы, ручки к деревянной посуде и др), так и оружие (наконечники стрел и сулиц). Открыты инструменты ювелирного производства, сырьем для которого служили привозные бронза и серебро (например, расплавленные арабские дирхемы); типичные украшения — кольца, перстни, подвески, амулеты. Находки дирхемов, ближневосточных стеклянных бус и византийской посуды — свидетельства широких торговых связей. Обмен осуществлялся через Донской торговый путь при посредничестве Хазарского каганата; арабские авторы также указывают на караванные пути в районе «мадины» Вантит.
Общественное устройство донских славян слабо изучено. Свидетельства сильной княжеской власти отсутствуют, централизованное управление могло ещё оставаться в руках старейшин. Размеры домов указывают на доминирование соседской общины и малых семей. Донские славяне сжигали умерших; наиболее изучены их погребения в соседней Воронежской области — крупные могильники рядом с поселениями, включавшие порой до нескольких сотен курганов. Кремация проводилась на стороне, кальцинированные кости очищали и клали в специально изготовленный сосуд-урну — горшок или миску. Урну, вместе с сосудами для пищи, помещали внутрь погребальной камеры — деревянного сооружения у северо-восточного края площадки кургана; по завершении ритуала насыпали курган, поверх которого разбрасывали осколки посуды (имущество погребённого?); вынутый при этом грунт образовывал ровик, в котором устраивали поминальную трапезу (ср. страва), возжигали костры. Курган мог иметь кольцевую оградку из вертикально установленных бревен; погребальные камеры могли использоваться для разновременных захоронений нескольких членов семьи. На территории Липецкой области открыто уникальное святилище донских славян — Воргольское. Оно располагалось в центре Воргольского городища и представляло собой круглую в плане утрамбованную площадку с крупной столбовой ямой в центре (местонахождение деревянного идола) и восемью костровыми — по периметру. Ритуалы здесь сопровождались возжиганием костров и жертвоприношениями — животными (останки лошади в центре святилища) и вещами (обломки лепных сосудов, серебряная подвеска скандинавского стиля с позолотой, височная подвеска, обрубок дирхема, оружие, острога и другие орудия). Свидетельства традиционных верований представлены также находками амулетов-оберегов — из кости, когтей и клыков животных; донские славяне использовали и амулеты в виде коньков, конских голов — связанных с почитанием солнца.
Известно что до IX—X века юго-восточные славянские племенные союзы (вятичи, северяне и др.) находились в зависимости от Хазарского каганата, которому они платили дань. Разгром князем Святославом Хазарского каганата в 960-е годы привёл к кардинальным изменениями ситуации в степи: распространению там воинственных племён печенегов и угасанию торговли с Востоком. Вероятно, под давлением печенегов в конце X века донские славяне стремительно покинули свои земли, переселившись в соседние северные и северо-восточные районы — в бассейн лесного Воронежа и на Среднюю Оку. Постоянные поселения в Верхнем Подонье приходят в запустение. На долгие годы основным дестабилизирующим фактором, мешавшим освоению края, стали кочевники — изначально печенеги, а впоследствии — половцы.

## Чернигово-Рязанское порубежье Руси (XI—XVI век)

### Черниговская и рязанская колонизация Верхнего Подонья
Новая волна славянской колонизации Подонья связана с процессом феодализации окраин Древней Руси. Активные действия против половцев русских князей (в частности Владимира Мономаха) привели к появлению здесь на рубеже XI—XII веков первых древнерусских поселений. Возможно, что новые жители застали и ассимилировали остатки автохтонного (боршевского) населения — «донских славян». Археологи выделяют два этапа в освоении Верхнего Подонья в домонгольское время: рубеж XI—XII века и 2-я половина XII—1-я половина XIII века.
Основной колонизационный поток изначально происходил с запада — с территории формировавшегося тогда Черниговского княжества, ядром которого были племенные земли северян. В Подонье славяне переносили привычные им названия с прежнего места жительства: перечень топонимов на Дону находит прочные аналогии в наименованиях Черниговщины: река Воронеж — ср. река Воронеж и поселение Воронеж (Сумская область); река Снова (в том числе Голая Снова и Кобылья Снова) — ср. река Снов в Черниговской области; река Свишня — ср. река Свишень Черниговской области; река Воргол — ср. река Воргол(ка) у поселения Воргол (Сумская область); река Усмань (вероятно от иранского асман, «камень») — ср. реки Эсмань (приток Десны) и Эсмань (приток Клевени) в Сумской области; река Девица (вероятно от иранского деуина, «источник») — ср. река и озеро Девица; название города Ельца и реки Ельчик — ср. Елецкий монастырь в Чернигове. Важнейший памятник черниговской колонизации — торгово-ремесленное поселение у села Лавы на реке Быстрая Сосна (район современного город Ельца).
Второй колонизационный поток происходил с севера — с земель вятичей; на территории Липецкой области обнаружены отдельные захоронения вятичей XII века, а также уникальный медальон с изображением св. Георгия — свидетельство христианизации этих земели. Наступление политической власти на земли вятичей происходило с двух направлений — со стороны Суздальского княжества (на севере) и со стороны Черниговского княжества (на юге). Черниговские владения в земле вятичей оформились в 1130—1140-е гг. в одноимённую волость «Вятичи» и вероятно — в волость «Лесная земля», составляя крайний северо-восток княжества. В 1127 г. северский князь Всеволод Ольгович выгнал из Чернигова своего дядю Ярослава Святославича, который отступил на северо-восток — в Муром, положив начало отдельному Рязанскому княжеству (на тот момент — Муромо-Рязанскому земле); в середине XII века столичные функции княжества перешли от Мурома к Рязани (Старая Рязань). Именно из рязанского Поочья, по мнению В. В. Седова, заселялись Верхний Дон и его левобережные притоки.
С XII века территория Липецкой области являлась пограничным регионом между Черниговским и Рязанским княжествами — Чернигово-Рязанским порубежьем; при этом до рубежа XII—XIII века сама административная граница здесь находилась в стадии формирования. Наибольшие владения на территории будущей Липецкой области принадлежали Рязанскому княжеству, в состав которого могли входить земли по берегам верхнего течения Дона, а также верхнего и среднего течения Воронежа; крайним южным рязанским поселением могла быть сторожевая крепость в районе нынешних Семилук Воронежской области. Владения Чернигово-Северского княжества охватывали прежде всего район Лавского археологического комплекса на реке Быстрая Сосна, доходя на востоке до течения Дона, но не захватывали его.
К югу от Чернигово-Рязанского порубежья лежала Половецкая степь, северная граница которой, суда по находкам специфических погребений и изваяний (каменные «бабы»), находилась в Среднем Подонье (южнее Тихой Сосны, в междуречье Битюга и Хопра и т. д.); при этом между русскими и половецкими территориями располагалась своеобразная буферная зона — «ничья земля», где предпочитали не селиться. Находясь у границы степи, Рязанская земля неоднократно становилась жертвой набегов кочевников. Согласно Никоновской летописи в 1156 году половцы совершили набег на Быструю Сосну в Рязанской земле, но были разбиты погоней рязанского князя: «…приходиша половци на Рязань на Быструю Сосну, и многих пленише, идоша во своа; и не дошедшим им своих, оплошишася, погоня же за ними прииде на спящих и полон отполони и их изби». В той же летописи под 1146 годом приведено древнейшее упоминание городов Елец и Дубок: «…Князь же Святославъ Ольговичь иде въ Рязань, и бывъ во Мченскҍ и въ Тулҍ, и въ Дубкҍ на Дону, и вҍ Елцҍ и въ Пронскҍ…»; там же говорится, что на следующий год «…прiиде изъ Резани съ Елца князь Андрҍй Ростиславичъ к Давыдовичемъ в Черниговъ…». Тем не менее, все эти сведения из Никоновской летописи историки считают поздней вставкой и потому недостоверными; основание же Ельца относят ко времени не ранее 1381 года. Самое ранее достоверное летописное сообщение о южных землях Рязанского княжества датируется лишь 1177 годом и связно с битвой на Колокше, эпизодом междоусобицы конца XII века. Потерпев поражение от дружин Всеволода Большое Гнездо, бывший владимирский князь Ярополк Ростиславич бежал с поля брани, но Всеволод потребовал от рязанцев его выдачи. Как сообщает Лаврентьевская летопись «Рязанци же, здумаша, рекуще, князь наш и братья наши погыбли в чюжем князи, ехавше в Воронежъ, яша его сами и приведома его в Володимерь…». Из летописи неясно что имеется в виду под словом «Воронеж» — река, местность или населённый пункт; по мнению Н. А. Тропина под Воронежем здесь понимается название волости — политико-административной единицы (феодального держания), занимавшей территорию в бассейне реки Воронеж и являвшейся составной частью Рязанского княжества. Ядром указанной волости могло быть среднее течение Воронежа, где согласно археологическим данным появились наиболее ранние древнерусские поселения (конец XI—начало XII века).
Археологические исследования показали, что подавляющее большинство поселений домонгольского времени на территории области составляли неукреплённые поселения (селища); и лишь несколько памятников имели укрепления (были городищами). К числу последних относились Долговское городище (1-я половина XIII века), городища на месте поздних городов Данков, Лебедянь (2-я половина XII — 1-й половина XIII века) и два домонгольских городища у села Ленино (XII—XIII век). Долговское городище могло быть рязанской сторожевой крепостью, остальные укрепленные поселения имели какие-то административные функции — могли быть центрами создававшихся волостей или сельской округи. В источниках того времени наименования местных волостей неизвестны, но вероятно, что ещё на рубеже XII—XIII века в междуречье Дона и Красивой Мечи могла формироваться рязанская волость Романцево, известная по источникам последующего времени. Немногочисленные археологические находки существенно расходятся с некоторыми летописными свидетельствами, повествующими о существовании на территории области домонгольских «градов».

### Вопрос о существовании летописных городов в Верхнем Подонье

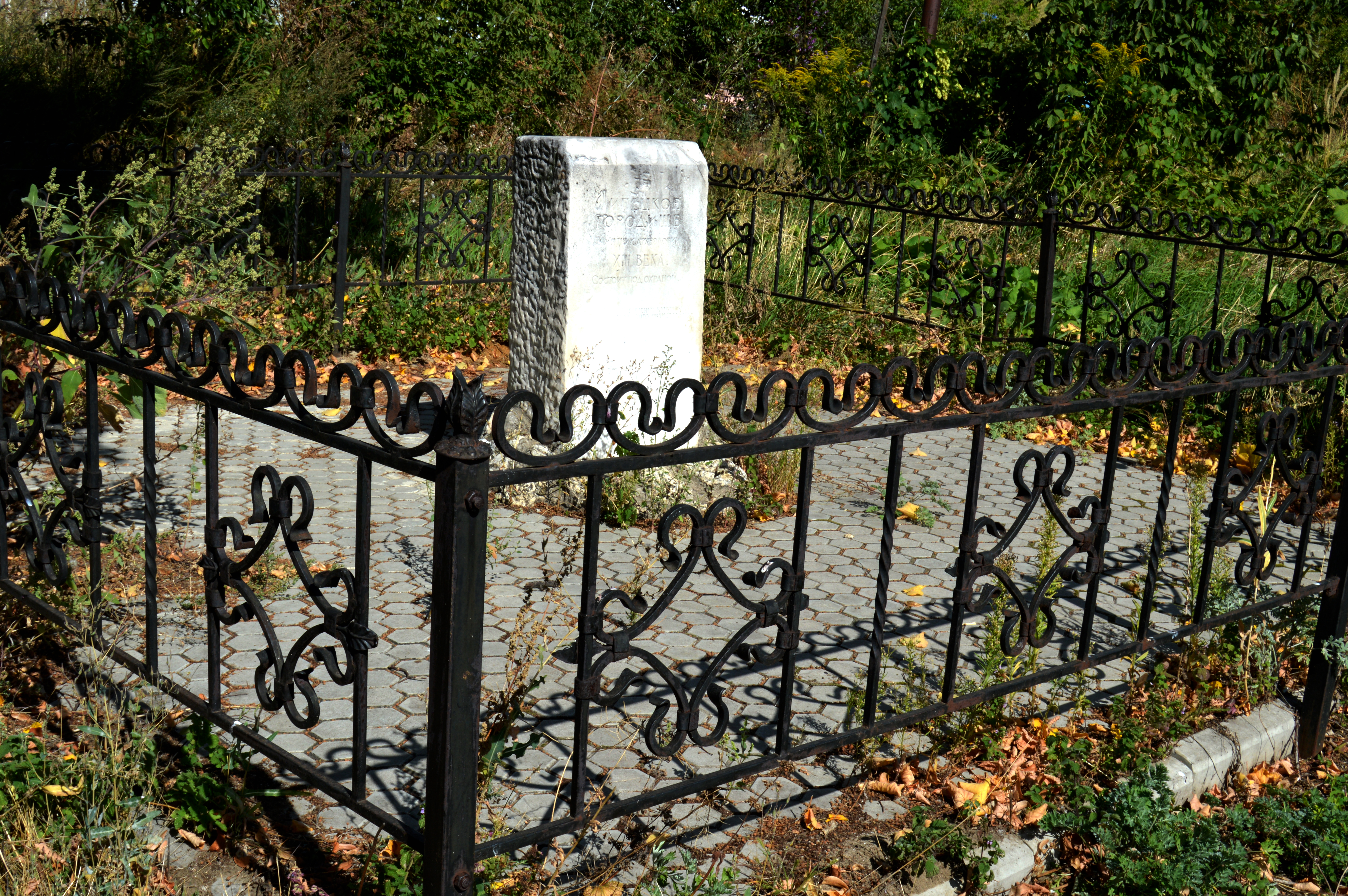
Памятный знак «Липецкое городище» на месте, где в 1960-е годы предполагалось местонахождение древнерусского поселения

Из-за крайней удаленности Верхнего Подонья от крупных столичных центров письменные свидетельства об этих землях редки, фрагментарны и ненадёжны. Ряд источников повествует о существовании ещё до монгольского нашествия целого ряда городов в Верхнем Подонье (включая Елец), в то время как археологические раскопки описывают совершенно иную картину. Ещё одна группа летописей упоминает древнерусские города, названия которых имеют сходство с топонимией Верхнего Подонья, однако их местонахождение при этом неясно. В последнем случае, при пренебрежении методикой изучения, исследователи иногда допускают грубые ошибки, к числу которых принадлежит соотнесение Н. М. Карамзиным летописных топонимов «Липовичск», «Воронож» и «Воргол» из Лаврентьевской и Симеоновской летописи с современными городами Липецк, Воронеж и течением Воргола (в окрестностях Ельца).
- Елец XII века — упомянут в Никоновской летописи под 1146 годом в связи с деятельностью князя Святослава Ольговича, однако этот фрагмент считается поздней, политически ангажированной и недостоверной вставкой[235][234]. Первое достоверное упоминание Ельца содержится в «Хождении митрополита Пимена в Царьград» (1389), а основание города археологи относят ко времени не ранее 1381 года[235]. В историческом центре Ельца (Кошкина гора) обнаружены следы домонгольского культурного слоя, однако они не отражают признаков существования там города и в целом, по данным раскопок, в домонгольское время окрестность Ельца была ещё слабо заселена[246]. Первое городище в этом районе появилось лишь в XIV веке, но не на месте самого Ельца, а в стороне от него (Лавское городище)[246]; этот неизвестный по названию город и мог стать историческим предшественником Ельца[246]. С самим Ельцом связываются письменные свидетельства и археологические находки XIV—XV века[246].
- Дубок на Дону — город, упомянутый одновременно с Ельцом в ненадёжной[235] вставке в Никоновской летописи под 1146 годом[233]. Некоторые исследователи связывают с Дубком округу современного Данкова Липецкой области[247]. Однако среди городищ верховьев Дона археологи особо выделяют крупный комплекс у деревни Устьино (Тульская область) со следами как домоногольского, так и послемоногольского времени[248]. Устьинский комплекс в разные периоды был административным центром округи, он включает городище, могильник и группу селищ[249]. Именно этот памятник М. И. Гоняный связал с летописным Дубком[249].
- Онуза — упоминается в Никоновской летописи под 1237 годом в связи с событиями Батыева нашествия на Русь[250]; из Тверской летописи известна некая Нуза, в других источниках также — Нузля, Нухля; под разными именами этот топоним известен начиная с Новгородской летописи XIV века[250]. Речь идёт о событиях где-то на границе Рязанского княжества: зимой 1237 г. монголы под руководством Батыя двинулись от Чёрного леса в Рязанскую землю, «стали станом на Онузе, и взяли её и сожгли»[250]. Точное местоположение Онузы неизвестно, среди выдвигавшихся ранее версий — локализация на реке Узе (приток Суры), к юго-западу от Воронежа и в бассейне некоей одноимённой реки в южной части Рязанского княжества[250]. Распространена точка зрения, согласно которой Онуза — не только поселение, но также одноимённая река и местность; обычно считается, что Онуза — прежнее название реки Цны[250]. На роль самого поселения Онуза претендует несколько городищ на Цне — у села Темгенево (Рязанская область) и у села Никольское (Тамбовская область)[250]. Наиболее полные данные представлены исследованиями Никольского городища под руководством С. И. Андреева; раскопки выявили остатки укреплений, следы гибели в пожаре из-за вражеского набега XIII века, разнообразные артефакты, включая находку с клеймом-тамгой Рязанского княжества[250].
- Воргол — город, упоминаемый в Лаврентьевской и Симеоновской летописях в связи с событиями 1283—1284 годов[251]. Описан как владение «Олга князя Рыльского и Ворголского», в вотчине которого люди ордынского баскака Ахмата совершали нападения и грабежи, что привело к запустениям земель в районе Воргола и ответным действиям местных князей[251]. Несмотря на то, что летописи ясно указывают, что события происходят в землях Курского княжества («в княжении Курскиа области»[251]), Н. М. Карамзин соотнёс летописный Воргол с местностью в течении Воргола в окрестностях современного Ельца[245]. Эту точку зрения в начале XX века рассматривали А. И. Бунин и В. П. Голубовский, причём последний безосновательно считал Воргол городом, существовавшим ещё в домоногольское время[252]. Из летописного рассказа видно что Воргол и Рыльск были в одном княжеском владении[253]. На территории бывшего Курского княжества основным топонимическим ориентиром являются село Воргол, которое и соотносится условно с летописным Ворголом[254]. По мнению Д. Я. Самоквасова в этом районе располагалась Воргольская волость, обозначенная 21 городищем[254]. На соотнесение с самим городом претендует городище у села Воргол (урочище Вишневая гора), располагавшееся у устья одноимённой реки; раскопки Д. С. Березовца и других археологов неоднократно выявляли там древнерусские материалы[254].
- Воронеж — топоним, впервые встречающийся в Лаврентьевской летописи в связи с битвой на Колокше (1177) и локализуемый где-то в южных владениях Рязанского княжества[236]. Вероятно, что этот Воронеж представлял собой волость в среднем течении реки Воронеж (современная Липецкая область): именно там археологами выявлена группа древнерусских поселений соответствующего времени (конец XI—начало XII века)[236]. Между тем, под 1283—1284 годами в Лаврентьевской и Симеоновской летописях упоминаются также некие Воронежские («Вороножские») леса[251]. Составитель более поздней Никоновской летописи, знакомый с рязанскими реалиями внёс в этот летописный рассказ уточнение: «…въ Резань, въ лесы въ Вороножскиа», связав таким образом этот топоним с рязанскими землями[253]. В XIX веке Н. М. Карамзин и вовсе соотнёс этот топоним с современным городом Воронеж[245], хотя этот город возник лишь в конце XVI века[255]. Между тем, из летописного рассказа видно, что события 1283—1284 годов происходили где-то в окрестностях Рыльска[251] и единственный топоним поблизости — современный посёлок Воронеж (Сумская область)[254]. Сам городок на месте этого поселка был основан лишь в первой половине XVII века, однако на локализацию «Вороножских лесов» где-то именно в этих краях традиционно указывают исследователи (Р. В. Зотов, А. М. Лазаревский, П. В. Голубовский, И. С. Абрамов)[256].
- «Липовичск» — не названная по имени гипотетическая столица князя Святослава Липовичского[253] упомянутого лишь однажды — в летописном рассказе о деятельности баскака Ахмада и событиях 1283—1284 годов (Лаврентьевская и Симеоновская летописи)[251]. Несмотря на то, что источники описывают эти события где-то в районе Курска и Рыльска, в XIX веке Н. М. Кармазин отождествил столицу липовичского князя с современным ему Липецком[245]. Ещё С. М. Соловьев подверг критике это предположение[245], однако в начале XX века такую точку зрения ещё рассматривали А. И. Бунин и В. П. Голубовский, причём первый из них прямо называл этот город Липецком[245]. Название столицы князя Святослава точно неизвестно, но исходя из титула князя, историки реконструируют его как «Липовичск»[253] или «Липовическ»[244]. Точное местонахождение Липовичского княжества и его столицы неизвестно; на соотнесение с самим Липовичском претендует несколько археологических памятников в Курской земле, среди наиболее вероятных называется городище у села Старый Город (Курская область)[257].
- Липецкое городище — археологический памятник в черте современного города Липецка, многослойное поселение со следами бронзового, раннего железного века и позднерусского периода (XVIII—XX века). В начале XIX века Н. М. Карамзин отождествил летописный город «Липовичск», косвенно упоминаемый в связи с событиями XIII века (см. выше), с современным ему городом Липецком. Гипотетическим предшественником Липецка могло быть обнаруженное там же Липецкое городище, однако долгое время оно оставалось неизученным. Лишь в середине XX века В. П. Левенок обследовал городище, в результате чего отметил, что «с IX—X века жизнь здесь не прекращалась». Вскоре там же был поставлен памятный знак «Липецкое городище. Памятник археологии XIII века…», а с 1974 года городище получило статус памятника республиканского значения. В дальнейшем, с целью поиска следов гипотетического древнерусского города на месте Липецка и выявления поселенческой истории была проведена серия раскопок: в 1975 и 1983 (В. И. Матвеева), 1989 (А. Н. Бессуднов), 1998 года (А. Н. Чивилев). Все эти раскопки, а также комплексное исследование группы ученых ИРИ РАН пришли к одним и тем же выводам: никаких следов древнерусского поселения на городище не обнаружено, а поселенческая преемственность здесь начинается лишь с XVIII в. — то есть столетия, когда Липецк и возник как посёлок при Верхнем Липском железоделательном заводе.

В целом, археологические раскопки выявили лишь небольшое число городищ домонгольского времени на территории Липецкой области, не отражённых при этом в письменных источниках. К таким поселениям относились: Долговское городище, городища на месте поздних городов Данков и Лебедянь, а также два городища у села Ленино на реке Воронеж.

### Монгольское нашествие и его последствия
Зимой 1237 г. монгольское войско под руководством Батыя подошло к юго-восточной окраине Рязанского княжества. Согласно Новгородской летописи рязанская делегация «выехаша противу имъ на Воронажъ» — так вероятно именовалась южная часть (по Н. А. Тропину — волость) Рязанской земли в течении реки Воронеж на территории современной Липецкой области. В декабре 1237 г. монголы и примкнувшие к ним половцы взяли и сожгли Рязань, разорив её окрестности; в 1239 г. катастрофа постигла Чернигов, который так и не смог восстановить прежнее значение. Батыево нашествие нанесло большой урон южнорусским землям; в 1280-е гг. столица Чернигово-Северской земли вместе с епископской кафедрой переместилась из Чернигова в Брянск; столичные функции утратила и Старая Рязань, новым центром Рязанского княжества стал Переяславль (современная Рязань).
В Чернигово-Рязанском порубежье, несмотря на значительный урон, жизнь не была полностью прервана и естественные внутренние механизмы развития продолжали функционировать. По данным археологии во всём Верхнем Подонье существование прекратил лишь небольшой круг поселений — преимущественно на территории соседней Тульской (район Куликова поля) и Воронежской областей (Семилукское городище, Большой Липяг). Запустевали прежде всего открытые пространства, уязвимые для набегов кочевников; население мигрировало в сторону крупных лесных массивов. О сохранении русского населения на Дону свидетельствуют также записки Гильома де Рубрука — фламандского путешественника и торговца, остановившегося в 1253 году на восточном берегу Дона в поселке русских. Согласно его указаниям местные русские по приказу Бату и Сартака летом перевозили на лодках послов и купцов; Рубрук также упоминает «большой лес» на правобережье Верхнего Дона и отмечает что Верхний Дон не был в полной мере местом перекочёвки татар. Сам «большой лес» по мнению разных исследователей мог находится в районе устья реки Воронеж, или в районе Задонска, или в нижнем течении Быстрой Сосны.

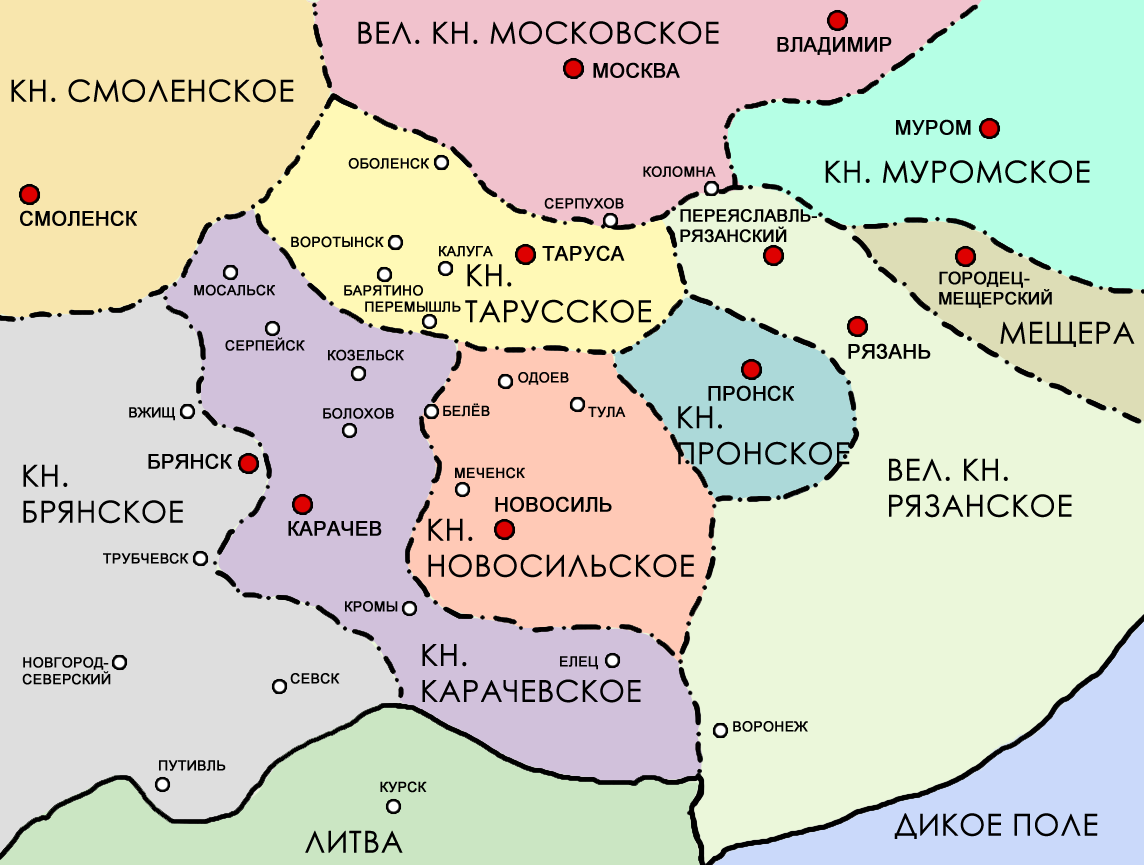
Елец в составе Карачевского княжества в XIII—XIV веках

Во второй половине XIII—первой половине XIV века происходит не только возрождение, но и активное освоение земель Верхнего Подонья на территории Липецкой области. В два раза увеличивается число археологических памятников по реке Дон в районе современных городов Данков, Лебедянь и Задонск, в также по реке Красивая Меча и почти в пять раз — в нижнем течении Быстрой Сосны. Плотно осваиваются новые территории в верховьях рек Воронеж и Матыра. При этом среди местных поселений практически отсутствуют городища, что свидетельствует о безопасности этих земель для проживания в то время. Стабильные отношения Руси с Ордой, установленные в первой половине — середине XIV века создавали выгодную экономическую основу и обуславливали существование Донского торгового пути, о котором свидетельствуют Литовская и Жмойтская хроники XIV века, также упоминающие московских и рязанских купцов в Кафе, Перекопе, Константинополе. По реке Дон и в широтном направлении появлялись крупные торгово-ремесленные центры.
В этнокультурном отношении «татарские» и русские территории лежали чересполосно; исследования М. В. Цыбина выделяют 4 группы памятников Доно-Хопёского междуречья: древнерусские поселения, золотоордынские поселения с грунтовым могильником,
золотоордынские мавзолеи и подкурганные кочевнические погребения. Своеобразны положением обладали безлесные участки Верхнего Подонья: например, недалеко от рязанского города Корнике (у истоков Дона) лежали «татарские места»; в тех же краях известно Тульское баскачество.

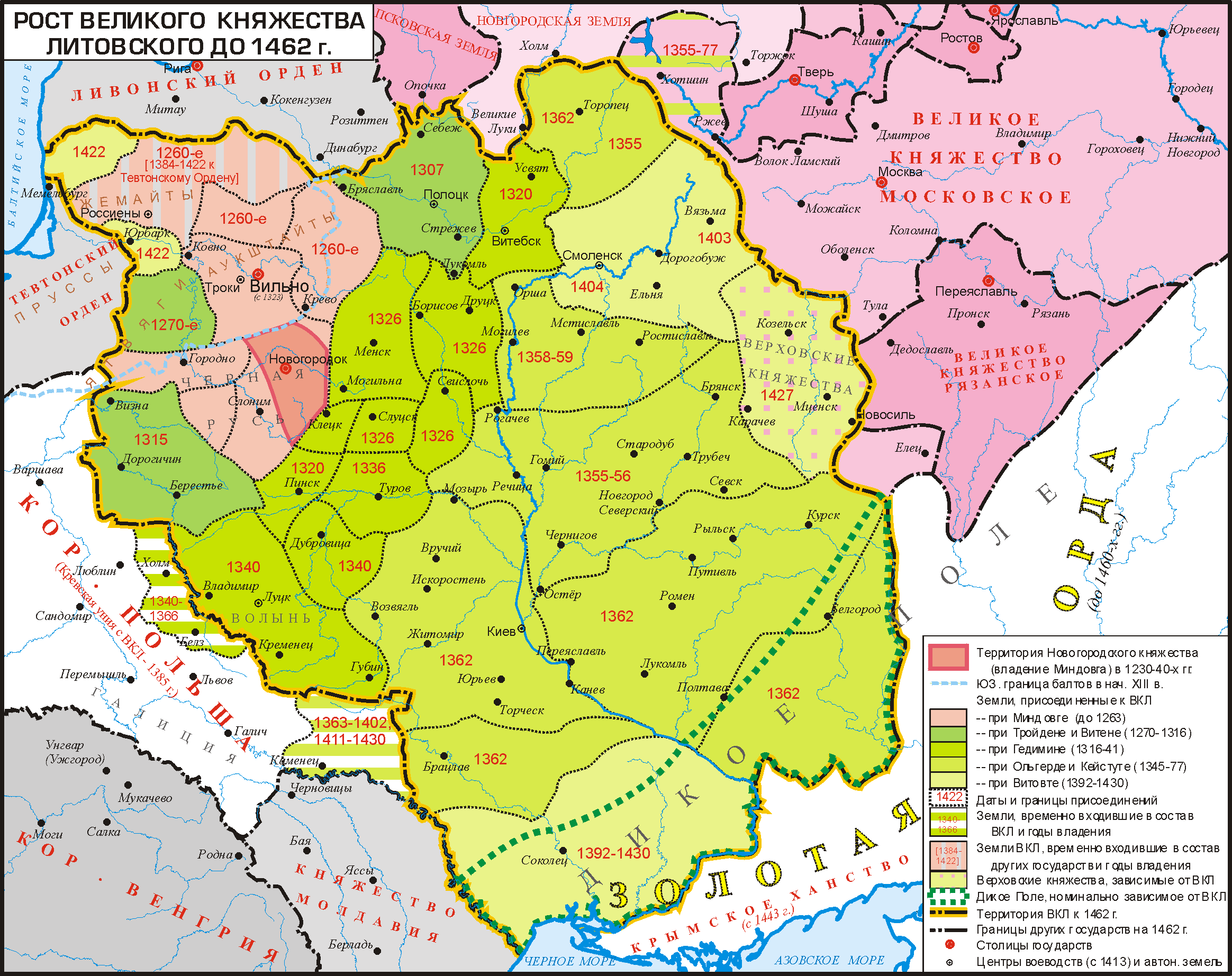
Междуречье Дона и Воронежа в XIV—XV веках

### Елецкое княжество (XIV—XV век)
Елецкое княжество с центром в Ельце известно с конца XIV века.

## Юго-восточная окраина Русского царства (XVI — конец XVII века)

### Возрождение края в XVI веке
В XVI—XVII веке край превращается в южный оборонительный край Русского (московского) государства от крымских татар и ногайцев, которые находились в вассальной зависимости от Османской империи и совершали грабительские рейды через Муравский шлях. За сравнительно короткий срок (конец XVI — начало XVII веков) были отстроены города-крепости: Данков (1568), Елецкая крепость (1591), Талицкий острог (1592), Лебедянь (1605). При крепостях создаются слободы и починки. Заселение края шло из Москвы и Рязани. Здесь находились вотчины Романовых. Селились здесь и казаки, что отразилось в топонимике (Песковатка-Казачья). Производилась и монастырская колонизация. В 1592 году появляется Елецкий Троицкий монастырь. В 1610 году московские монахи из Сретенского монастыря создают Задонский Рождество-Богородицкий монастырь. Из-за регулярных крымско-ногайских набегов полноценное освоение всей территории края стало возможным лишь со строительством Белгородской черты (начало XVII века).

### Смутное время
Население на территории будущей Липецкой области активно участвовало в событиях Смутного времени — восстание Ивана Болотникова и походе Истомы Пашкова. В 1618 году елецкая земля была разорена войсками гетмана Сагайдачного.

### Белгородская черта и окончательное заселение края
В 1635 году началось сооружение мощной укреплённой линии — Белгородской засечной черты, на которой в пределах современной Липецкой области выделялись крепости: Усмань (1645), Добрый (1647), и Сокольск (1647). Развивается монастырское и помещичье землевладение (бояре Ефановы, Романовы). Местное население участвовало восстании Степана Разина (поход Василия Уса).

## Новое время (конец XVII — начало XX века)

### Петровская эпоха
Вследствие азовских походов Петра I (1695—1696) российская граница отодвигается на юг к Азовскому морю и территория Липецкой области становится частью Центральной России. В 1700 году строятся Липские железоделательные заводы, а в 1703 году — Кузьминский якорный завод. С этого момента и начинается история города Липецка. В это время из-за создания военно-морского флота и регулярной армии увеличились потребности в льне, конопле и шерсти. Поэтому активно начинает развиваться сельское хозяйство.
По первому разделению России на губернии в 1708 году большая часть Липецкой области была приписана была к Азовской губернии, однако после прутской катастрофы и потери Азова центр губернии перешёл в Воронеж (1586). При разделении губерний на провинции в 1719 году приблизительно будущий Усманский уезд отписан к Воронежской провинции, будущие Лебедянский и Липецкий — к Елецкой провинции.

### Регион в составе губерний
16 сентября 1779 года по указу Екатерины II слобода Липские Заводы официально получает статус уездного города Тамбовского наместничества (с 1796 года — Тамбовской губернии) с названием Липецк. Липецкий, Лебедянский и Усманский уезды вошли в состав Тамбовской губернии, Елецкий уезд — в состав Орловской губернии, Задонский уезд — в состав Воронежской губернии, а Данковский и Раненбургский уезды — в составе Рязанской губернии.
В XVIII веке продолжился рост крупного помещичьего землевладения. Липецкий край, богатый чернозёмами, стал житницей государства. Впоследствии он приобрёл широкую известность и как Липецкий курорт минеральных вод. C 1769 года здесь располагается резиденция епископа Тихона Задонского (1783+). В 1806 году в деревянном хаотично застроенном Липецке случился большой пожар, после которого застройка города стала производиться уже по Генеральному плану, с прямыми широкими улицами и зданиями из камня и кирпича. 30 августа 1868 года открылось регулярное движение по новой железнодорожной ветке через Липецк. Железнодорожную ветку «Орёл — Елец» ввели в эксплуатацию в 1870 году. В 1871 году в Ельце была открыта Елецкая классическая мужская гимназия. В 1873 году на елецкой земле в купеческой семье родился русский писатель Михаил Пришвин. В 1897 году численность населения Ельца составляла 46,956 тыс. чел., Липецка — 21 тыс. человек.

## Новейшая история (XX—XXI век)

### Начало XX века
Во время Февральской революции, Октябрьской революции 1917 года и гражданской войны погибли многие культурные ценности. В августе 1919 года города Лебедянь и Елец были взяты казаками генерала Мамантова в ходе похода Белой армии на Москву.
После установления советской власти на липецкой земле трагические формы приняла коллективизация.
В 1925—1933 годах под Липецком в обход Версальского соглашения неофициально действовала немецкая военная авиационная школа, в которой также проводились испытания новых типов германских боевых самолётов и вооружения.

### Великая Отечественная война
В декабре 1941 года на территории края развернулась Елецкая операция. В целом немцам не удалось закрепиться на липецкой земле, которая оказалась в тылу Красной Армии.

### Липецкая область РСФСР
Непосредственно как субъект Федерации область Липецкая область была образована указом Президиума Верховного Совета СССР от 6 января 1954 года из районов четырёх соседних областей. В состав области были включены:
- из Воронежской области — город Липецк, Боринский, Водопьяновский, Грачёвский, Грязинский, Дмитряшевский, Добринский, Липецкий, Молотовский, Талицкий, Усманский, Хворостянский и Хлевенский районы;
- из Орловской области — город Елец, Волынский, Долгоруковский, Елецкий, Задонский, Измалковский, Краснинский, Становлянский, Чернавский и Чибисовский районы;
- из Рязанской области — Берёзовский, Воскресенский, Данковский, Добровский, Колыбельский, Лебедянский, Лев-Толстовский, Троекуровский, Трубетчинский и Чаплыгинский районы;
- из Курской области — Больше-Полянский, Воловский и Тербунский районы.

26 апреля 1954 года Верховный Совет СССР утвердил создание Липецкой области.
| Название района  | Дата упразднения | Включён в территорию                    |
| ---------------- | ---------------- | --------------------------------------- |
| Боринский        | 01.02.1963       | Липецкий район                          |
| Водопьяновский   | 01.02.1963       | Липецкий, Лебедянский, Задонский районы |
| Грачёвский       | 04.07.1956       | Усманский район                         |
| Дмитряшевский    | 1956             | Хлевенский район                        |
| Молотовский      | 01.02.1963       | Усманский район                         |
| Талицкий         | 04.07.1956       | Добринский район                        |
| Хворостянский    | 21.06.1960       | Грязинский, Добринский район            |
| Волынский        | 01.02.1963       | Становлянский район                     |
| Чернавский       | 21.06.1960       | Долгоруковский, Измалковский район      |
| Чибисовский      | 04.07.1956       | Елецкий район                           |
| Берёзовский      | 19.11.1959       | Данковский район                        |
| Воскресенский    | 01.02.1963       | Данковский, Лебедянский район           |
| Колыбельский     | 04.07.1956       | Чаплыгинский, Добровский район          |
| Троекуровский    | 01.02.1963       | Чаплыгинский район                      |
| Трубетченский    | 01.02.1963       | Липецкий, Лебедянский районы            |
| Больше-Полянский | 1956             | Тербунский район                        |

4 июля 1967 года за успехи в развитии народнохозяйственного комплекса Липецкая область награждена орденом Ленина.

## Комментарии
1. ↑  Костёнковско-авдеевская культура представляет восточную зону виллендроф-костёнковского единства; последнее в свою очередь считается одной из культур восточной части граветтской культуры (Восточного Граветта)[6]
2. ↑  Елшанские население первым в Восточной Европе стало изготавливать керамику[5]
3. ↑  Её носителей обычно связывают с предками финно-угорских народов[27]
4. ↑  По другой интерпретации — локальный вариант льяловской культуры[5]
5. ↑  По другой интерпретации — локальный вариант льяловской культуры[33].
6. ↑  По одной из версий она была результатом контакта одной из групп ямного населения Причерноморья и средиземноморских племён[66]
7. ↑  Арабское слово «мадина» может означать город, подвластную ему территорию или всю его округу[206]. Вантит (Ваит, Вабнит) — неясный топоним из арабских источников, описывающих юго-восточную окраину восточнославянского мира[206]. Воронежские археологи А. Н. Москаленко и А. З. Винников связывали Вантит с городищем Титчиха донских славян, расположенным в Воронежской области[206]
8. ↑  По А.К. Зайцеву волость «Вятичи» располагалась к востоку и северу от линии Обловь—Подесенье—Карачев—Мценск; северной и восточной границей волости были границы Черниговского княжества[223]
9. ↑  Согласно А.К. Зайцеву эта волость располагалась южнее волости «Вятичи» и её центром был город Карачев. Согласно Т.Н. Никольской такой волости не существовало, весь северо-восток Черниговского княжества был территорией вятичей, а название «Лесная земля» — эпитет летописца[223]
10. ↑  Летописная традиция, относящая Елец к рязанским владениям могла восходить к реалиям русско-литовских отношений XIV века и преследовать политическую цель — подчеркнуть зависимость Ельца от Рязани в период ослабления литовского влияния в верховьях Дона[234]